# 29 noiembrie
ianuarie • februarie • martie  • aprilie  • mai  • iunie  • iulie  • august  • septembrie  • octombrie  • noiembrie  • decembrie
29 noiembrie este a 333-a zi a calendarului gregorian și a 334-a zi în anii bisecți. Mai sunt 32 de zile până la sfârșitul anului.

## Evenimente

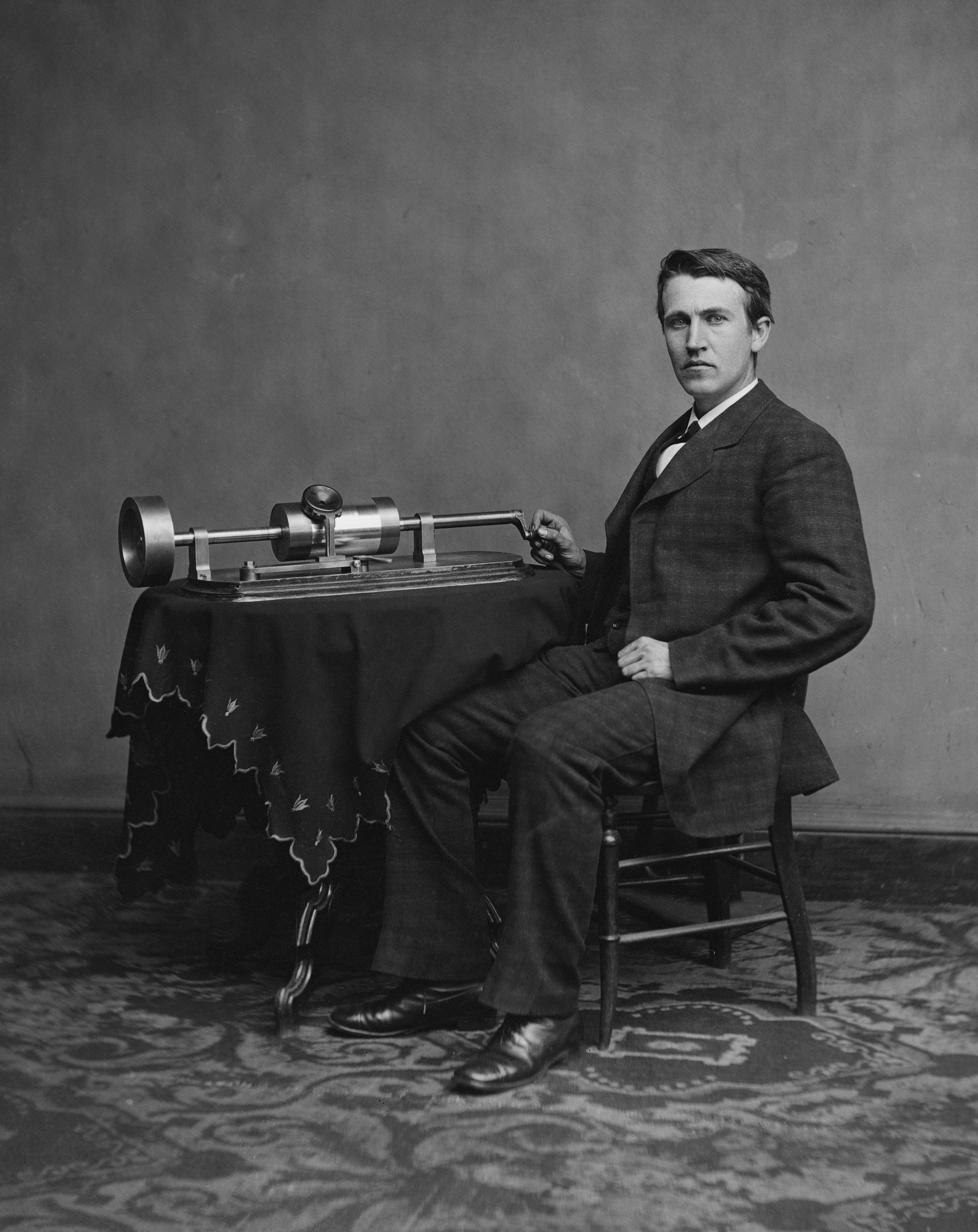
1877: Thomas Edison face o demonstrație cu fonograful pentru prima dată.

- 1226: Regele francez Ludovic al IX-lea este uns și încoronat în catedrala din Reims. Are 12 ani și mama sa a condus Franța în timpul minoratului său.[1]
- 1394: Orașul Seul a devenit capitala Coreei de Sud.
- 1474: Ștefan cel Mare scrie Papei Sixt al IV-lea făcând un apel la unitatea creștinilor împotriva turcilor.
- 1784: La București se dă un pitac domnesc prin care toți egumenii erau obligați ca în cazul în care vor găsi copii cu glas frumos să-i aducă la Sfântul Sava, la dascălul Mihalache (unde cu un an în urmă Vodă Mihai Suțu înființase o clasă de muzică).
- 1877: Thomas Edison face o demonstrație cu fonograful pentru prima dată.
- 1890: Inaugurarea Dietei imperiale (Parlamentul japonez).
- 1899: Se fondează clubul de fotbal FC Barcelona.
- 1916: A apărut primul număr al ziarului oficial al autorităților de ocupație "Bukarester Tageblatt", în două versiuni, germană și română.
- 1918: Demisia guvernului C. Coandă, formarea cabinetului liberal condus de I.I.C. Brătianu.
- 1929: Comandantul american Richard Byrd conduce prima sa expediție în zbor deasupra Polului Sud.
- 1944: Al Doilea Război Mondial: Albania este eliberată de sub ocupația germană.
- 1946: Ședința extraordinară a Comitetului Executiv al PNȚ – Maniu, la care se analizează desfășurarea alegerilor și rezultatele lor.
- 1947: Adunarea Generală a ONU a hotărât împărțirea Palestinei în două state, israelit și arab. Ierusalimul a fost proclamat oraș liber, sub administrația ONU.
- 1963: Președintele american Lyndon Johnson a inițiat o anchetă cu privire la asasinarea fostului șef de la Casa Albă, John Fitzgerald Kennedy.
- 1989: Revoluția de Catifea: În Cehoslovacia are loc abolirea articolului din Constituție prin care partidului comunist deținea monopol.
- 1993: S-a lansat prima televiziune privată care emite și astăzi,Antena 1.
- 1996: Noul președinte al României, Emil Constantinescu depune jurământul constituțional în fața Camerelor reunite ale Parlamentului.
- 2004: S-a lansat Radio Guerrilla.

## Nașteri
- 1206: Béla al IV-lea, rege al Ungariei și Croației (d. 1270)
- 1677: Guillaume Coustou, sculptor și academician francez (d. 1746)
- 1762: Pierre André Latreille, entomolog francez (d. 1833)
- 1766: Maine de Biran, filozof și psiholog francez (d. 1824)
- 1781: Andrés Bello, poet venezuelean (d. 1865)
- 1797: Gaetano Donizetti, compozitor italian (d. 1848)
- 1798: Alexandr Briullov, pictor și arhitect rus (d. 1877)
- 1803: Christian Doppler, fizician austriac, descoperitorul efectului care îi poartă numele (d. 1853)
- 1820: Prințesa Maria Carolina de Bourbon-Două Sicilii, contesă de Montemolín (d. 1861)
- 1825: Jean Martin Charcot, neurolog francez (d. 1893)

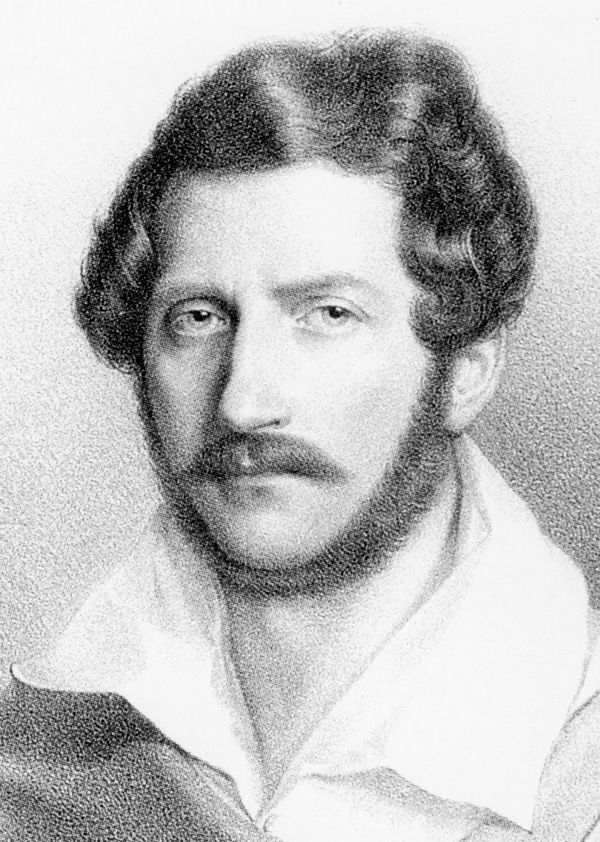
Gaetano Donizetti, compozitor italian
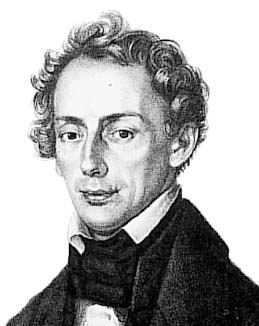
Christian Doppler, fizician austriac
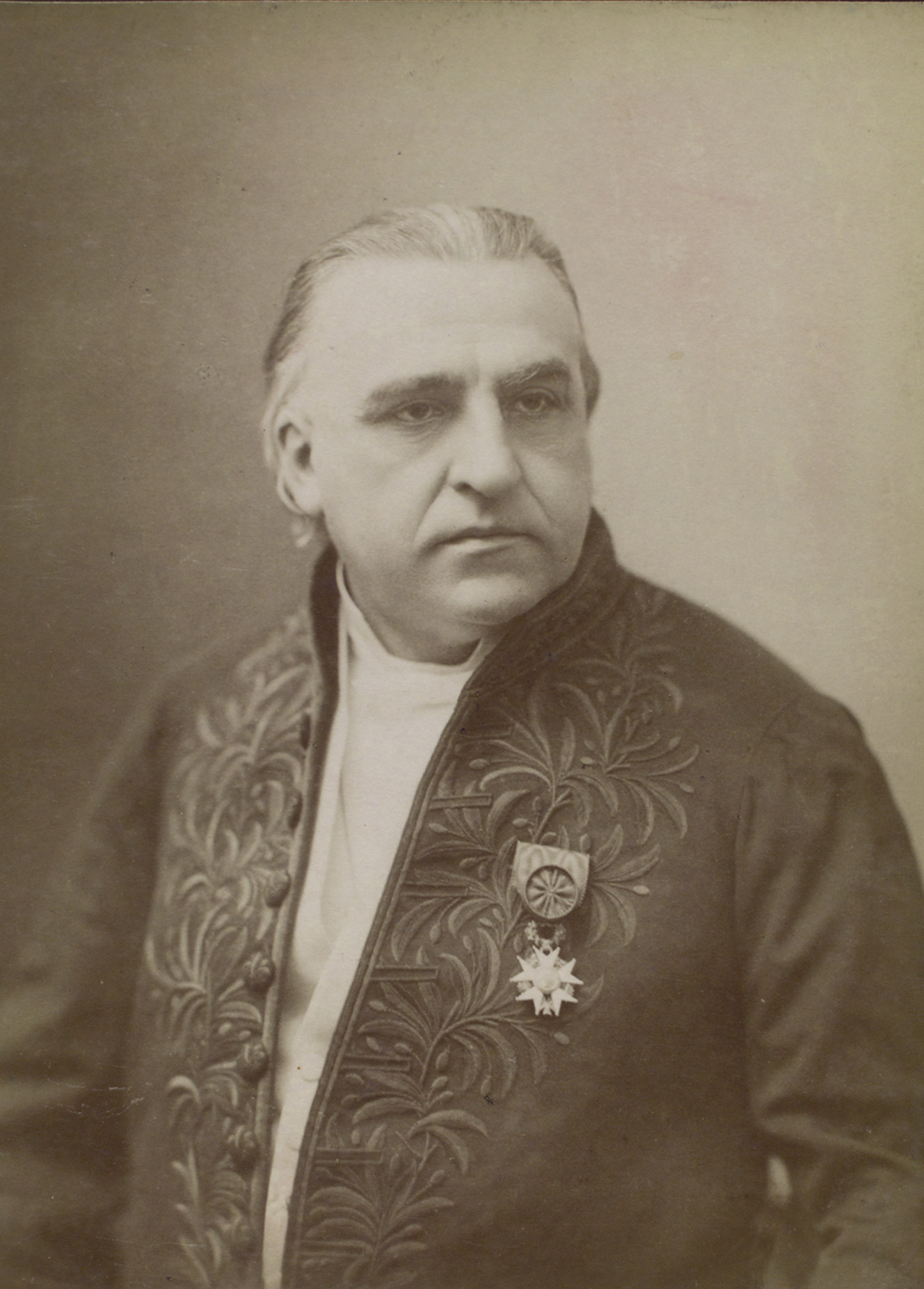
Jean Martin Charcot, neurolog francez

- 1832: Louisa May Alcott, scriitoare americană (d. 1888)
- 1835: Împărăteasa văduvă Cixi a Chinei (d. 1908)
- 1839: Ludwig Anzengruber, scriitor austriac (d. 1889)
- 1849: John Fleming, inginer electrician britanic (d. 1945)
- 1880: N.D. Cocea, scriitor și publicist român (d. 1949)
- 1898: C. S. Lewis, scriitor irlandez (d. 1963)
- 1899: Emma Morano, supercentenară italiană, deținătoare a titlului de cea mai în vârstă persoană din lume (d. 2017)
- 1901: Mildred Harris, actriță americană, prima soție a lui  Charlie Chaplin (d. 1975)
- 1902: Carlo Levi, scriitor, medic și pictor italian (d. 1975)
- 1918: Madeleine L'Engle, scriitoare americană (d. 2007)
- 1923: Chuck Daigh, pilot american de Formula 1 (d. 2008)
- 1924: Mihai Mereuță, actor român de teatru și film (d. 2003)
- 1925: Ernst Happel, fotbalist și antrenor austriac de fotbal (d. 1992)
- 1932: Jacques Chirac, om politic francez, al 22-lea președinte al Franței (d. 2019)
- 1933: James Rosenquist, pictor american (d. 2017)
- 1934: Flavia Buref, actriță română (d. 2016)
- 1947: Liviu Tudan, basist și compozitor român, membru al formației Roșu și Negru (d. 2005)
- 1949: Garry Shandling, actor american (d. 2016)
- 1952: Jeff Fahey, actor american
- 1955: Franco Trevisi, actor italian
- 1957: Janet Napolitano, politiciană americană
- 1961: Tom Sizemore, actor american (d. 2023)
- 1964: Don Cheadle, actor american
- 1966: Evgheni Vitalievici Mironov, actor rus
- 1968: Ramona Bădescu, actriță română
- 1971: Daniela Nane, actriță română
- 1972: Dan Mihai Marian, politician român
- 1972: Diego Ramos, actor argentinian

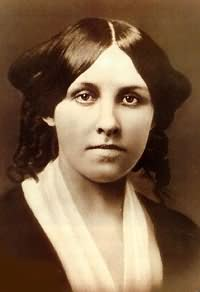
Louisa May Alcott, scriitoare americană
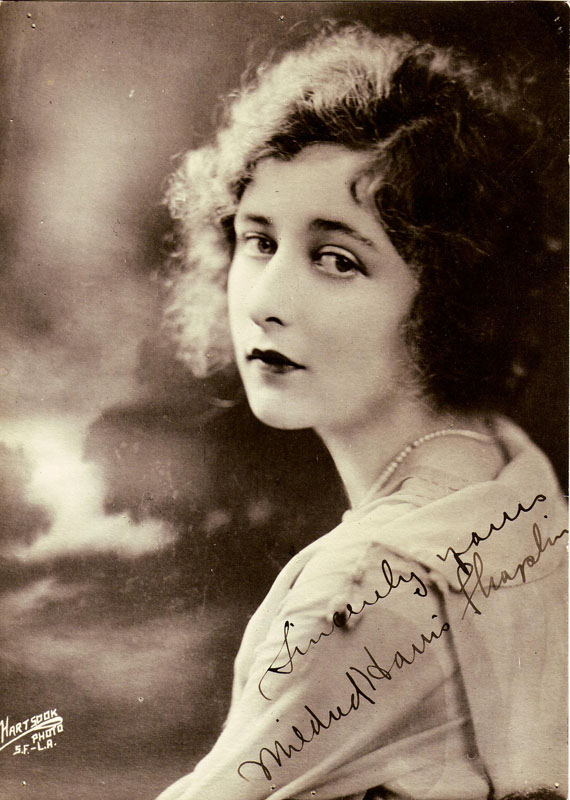
Mildred Harris, actriță americană, prima soție a lui  Charlie Chaplin
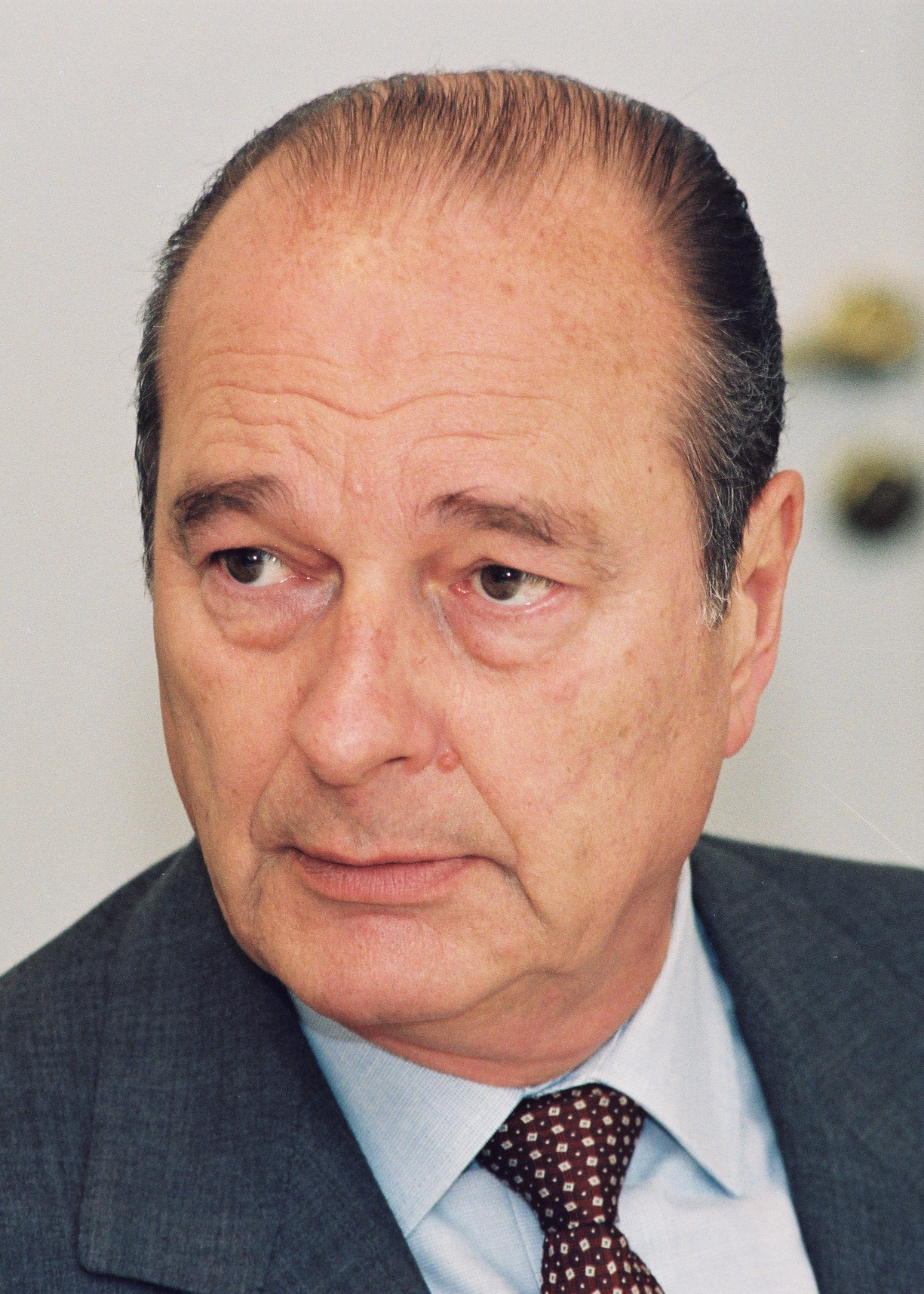
Jacques Chirac, al 22-lea președinte al Franței

- 1972: Romeo Rădulescu, politician român
- 1973: Ryan Giggs, fotbalist galez
- 1976: Chadwick Boseman, actor american (d. 2020)
- 1976: Anna Faris, actriță și producătoare de film americană
- 1977: Alin Mircea Savu, fotbalist român
- 1979: The Game, rapper american, actor
- 1980: Chun Jung-myung, actor sud-coreean
- 1980: Rareș-Tudor Pop, politician român
- 1982: John Mensah, fotbalist ghanez
- 1984: Katlego Mphela, fotbalist sud-african
- 1987: Stephen O'Halloran, fotbalist irlandez
- 1988: Dorinel Popa, fotbalist român
- 1989: Dominic Adiyiah, fotbalist ghanez
- 1991: Andreea Boghian, canotoare română
- 1995: Laura Marano, actriță și cântăreață americană
- 1997: Lyu Haotian, jucător chinez de snooker și de biliard bila-9.

## Decese
- 1268: Papa Clement al IV-lea
- 1314: Regele Filip al IV-lea al Franței (n. 1268)
- 1378: Carol al IV-lea, Împărat Roman (n. 1316)
- 1393: Levon al V-lea al Armeniei (n. 1342)
- 1463: Maria de Anjou, soția regelui Carol al VII-lea al Franței (n. 1414)
- 1632: Frederic al V-lea, Elector Palatin (n. 1596)
- 1643: Claudio Monteverdi, compozitor italian (n. 1567)
- 1682: Prințul Rupert al Rinului (n. 1619)
- 1759: Nicolaus I Bernoulli, matematician elvețian (n. 1687)
- 1780: Maria Tereza, împărăteasă habsburgică (1740-1780), regină a Ungariei (1741-1780) și Boemiei (1743-1780), (n. 1717)

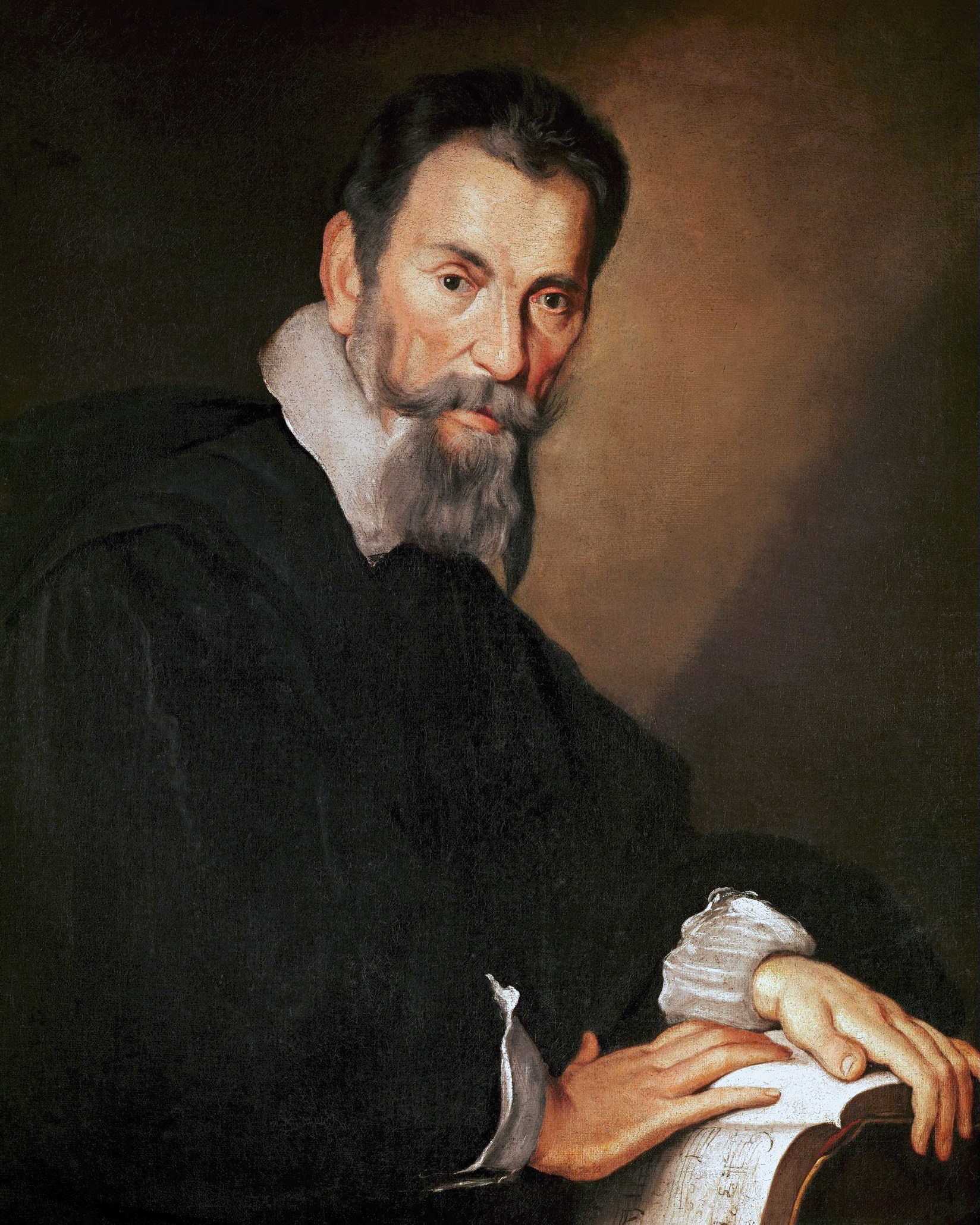
Claudio Monteverdi, compozitor italian
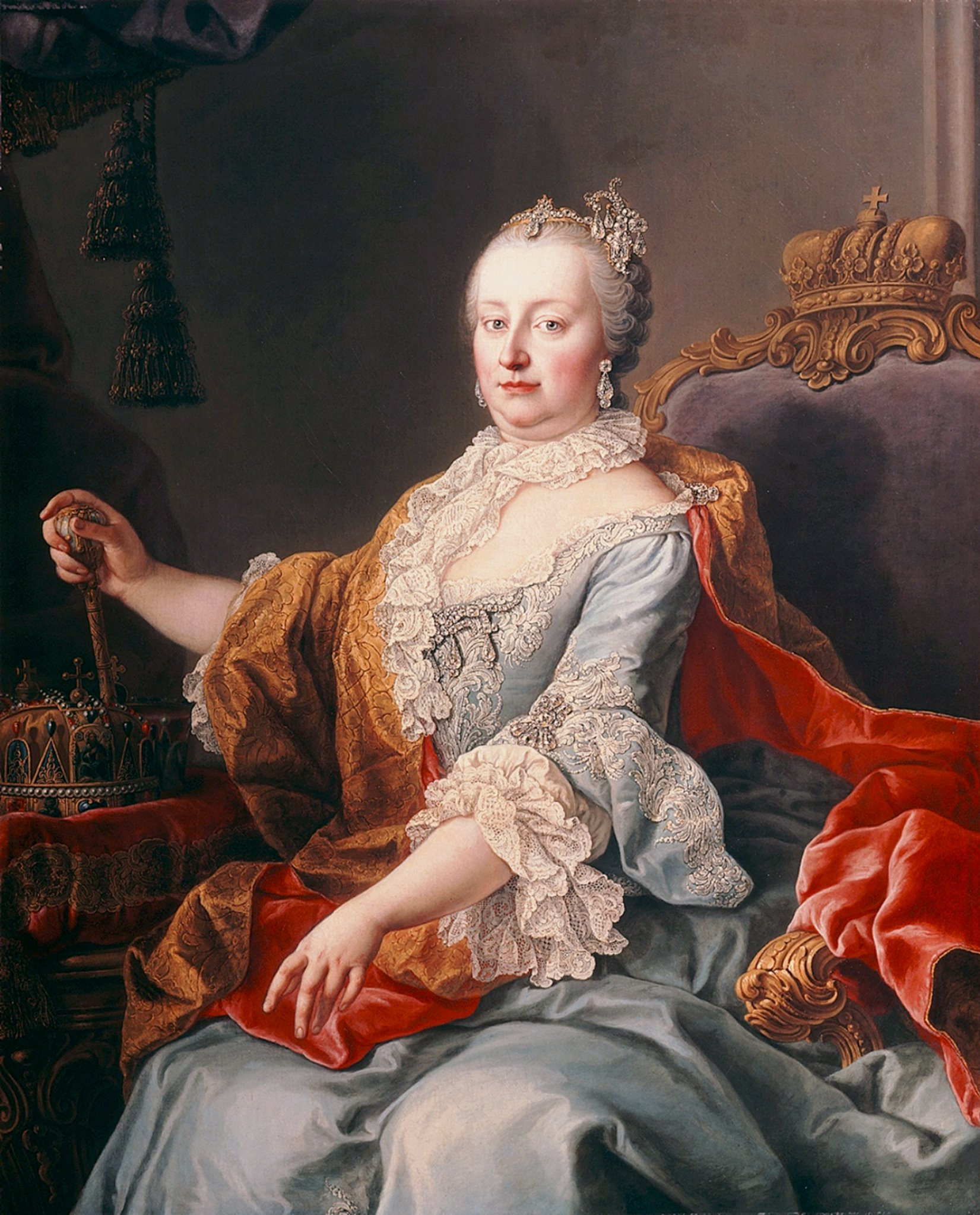
Maria Terezia a Austriei
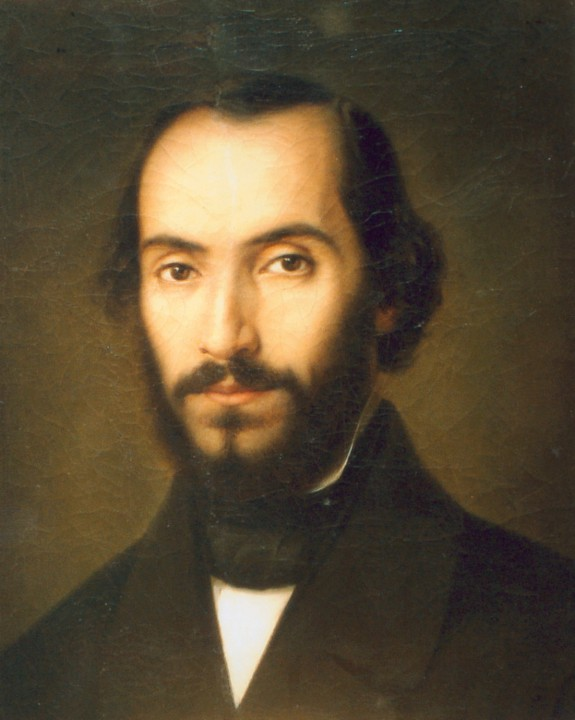
Nicolae Bălcescu, istoric român

- 1794: Sophia Frederica de Mecklenburg-Schwerin (n. 1758)
- 1819: Frederick Louis, Mare Duce Ereditar de Mecklenburg-Schwerin (n. 1778)
- 1835: Catharina de Württemberg, regină a Westfaliei (n. 1783)
- 1852: Nicolae Bălcescu, istoric, scriitor și revoluționar român și reprezentant al mișcării pașoptiste (n. 1819)
- 1872: Horace Greeley, politician american (n. 1811)
- 1875: Jean Seignemartin, pictor francez (n. 1848)
- 1877: Ioan Olteanu, episcop român unit (n. 1839)
- 1897: George Emanuel Lahovari, ziarist român (n. 1854)
- 1922: Vasile Lucaciu, preot greco-catolic, teolog, politician și memorandist român, militant pentru drepturile românilor din Transilvania (n. 1852)
- 1924: Giacomo Puccini, compozitor italian (n. 1858)
- 1974: Ion Nestor, arheolog și istoric al antichității, academician român (n. 1905)
- 1981: Natalie Wood, actriță americană (n. 1938)
- 1982: Lazăr Dubinovschi, sculptor din Republica Moldova (n. 1910)
- 1986: Cary Grant, actor american (n. 1904)
- 1989: Ion Popescu-Gopo, regizor, scenarist și grafician român (n. 1923)
- 1993: Ioan Luchian Mihalea, muzician român (n. 1951)
- 1994: Titus Popovici, scriitor român (n. 1930)

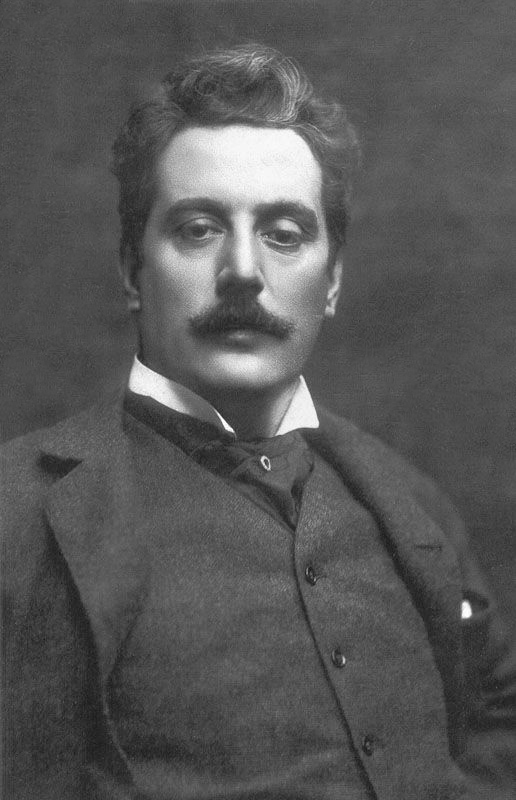
Giacomo Puccini, compozitor italian
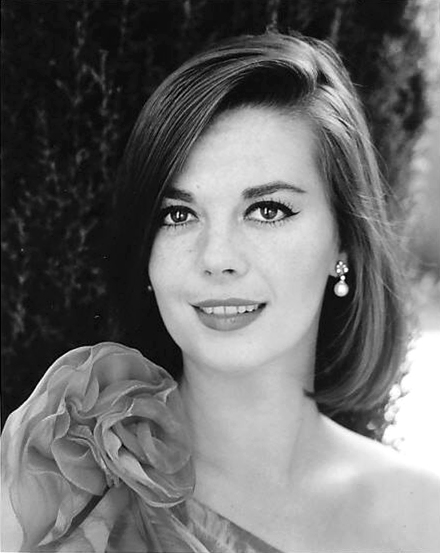
Natalie Wood, actriță americană
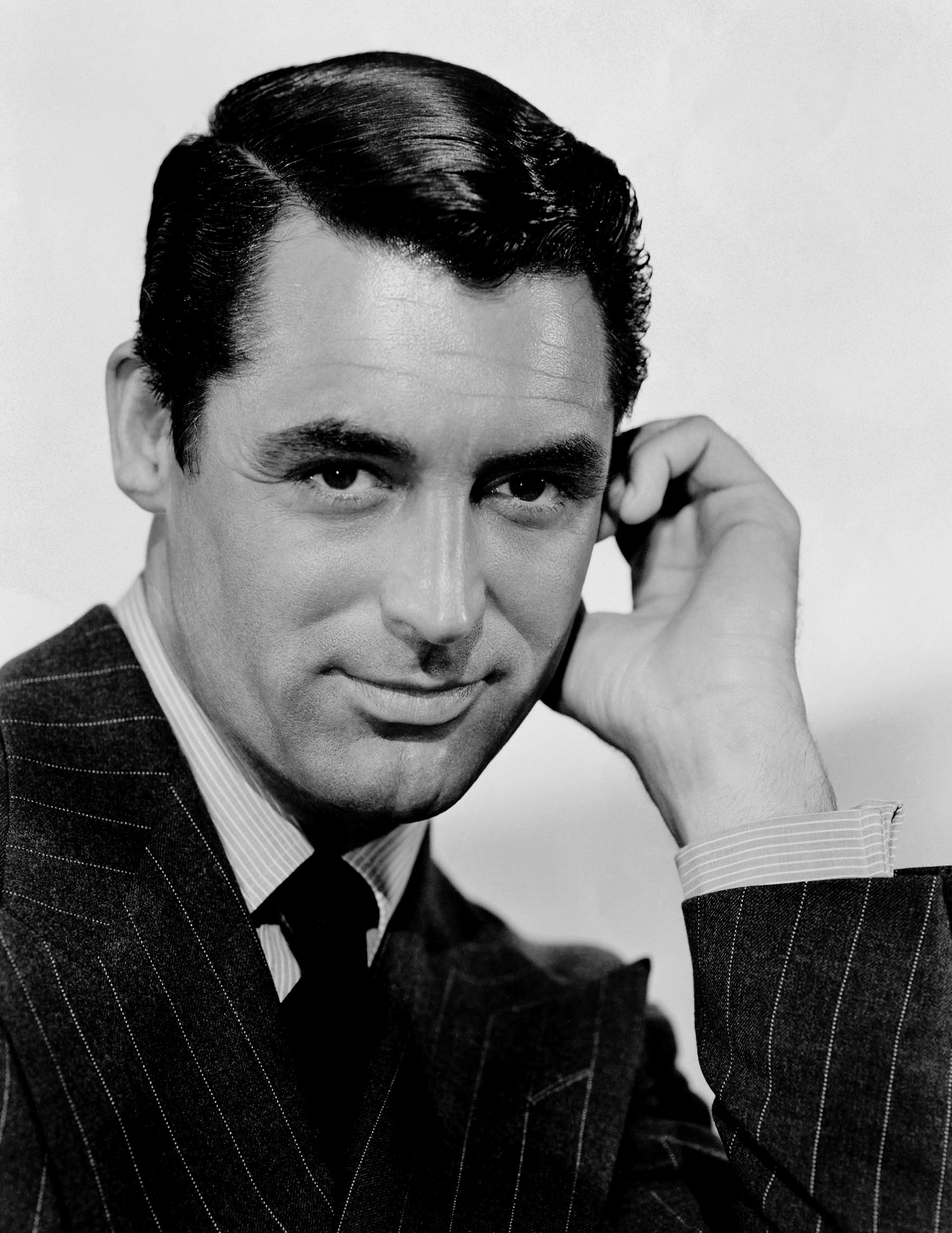
Cary Grant, actor american

- 1996: Teohar Mihadaș, eseist, poet și prozator român (n. 1918)
- 1997: Liviu Constantinescu, geofizician român (n. 1914)
- 1999: John Berry, regizor american de film (n. 1917)
- 2001: Grigori Ciuhrai, regizor sovietic de film (n. 1921)
- 2001: George Harrison, muzician britanic (The Beatles), (n. 1943)
- 2008: Jørn Utzon, arhitect danez (n. 1918)
- 2010: Bella Ahmadulina, poetă rusă (n. 1937)
- 2011: Alexandru Tocilescu, regizor român de teatru (n. 1946)
- 2019: Yasuhiro Nakasone, prim-ministru al Japoniei (n. 1918)
- 2020: Viorel Turcu, fotbalist român (n. 1960)
- 2023: Henry Kissinger, diplomat american, laureat al Premiului Nobel (n. 1923)

## Sărbători
- Sfântul Mucenic Paramon, Sfântul Sfințit mucenic Filumen si Sfântul Mucenic Valerian (calendar creștin-ortodox)
- Sfântul Saturnin (calendar romano-catolic)
- Sfântul Paramon și Filumen (calendar greco-catolic)

- Albania: Independența (1944)
- Ziua internațională de solidaritate cu poporul palestinian
- Ziua infanteriei marine române